# Équipe d'Allemagne de l'Ouest de football au Championnat d'Europe 1988

L'équipe d'Allemagne de l'Ouest de football participe à sa 5e phase finale de championnat d'Europe lors de l'édition 1988 qui se tient sur son sol du 10 juin 1988 au 25 juin 1988. Les Allemands se classent premiers du groupe 1 et s'inclinent ensuite en demi-finale contre les Pays-Bas.
À titre individuel, Lothar Matthäus fait partie de l'équipe-type du tournoi et Rudi Völler termine deuxième meilleur buteur de l'Euro 1988 avec 2 buts, soit trois de moins que le Néerlandais Marco van Basten.

## Phase qualificative
La phase qualificative est composée de quatre groupes de cinq nations et trois groupes de quatre nations. Les sept vainqueurs de poule se qualifient pour l'Euro 1988 et ils accompagnent la RFA, qualifiée d'office en tant que pays organisateur.

## Phase finale

### Premier tour
| Groupe 1 |                      |     |   |   |   |   |    |    |      |
|          | Équipe               | Pts | J | G | N | P | BP | BC | Diff |
| 1        | Allemagne de l'Ouest | 5   | 3 | 2 | 1 | 0 | 5  | 1  | +4   |
| 2        | Italie               | 5   | 3 | 2 | 1 | 0 | 4  | 1  | +3   |
| 3        | Espagne              | 2   | 3 | 1 | 0 | 2 | 3  | 5  | -2   |
| 4        | Danemark             | 0   | 3 | 0 | 0 | 3 | 2  | 7  | -5   |

| 10 juin | Allemagne de l'Ouest | 1 | 1 | Italie   |
| 11 juin | Danemark             | 2 | 3 | Espagne  |
| 14 juin | Allemagne de l'Ouest | 2 | 0 | Danemark |
| 14 juin | Italie               | 1 | 0 | Espagne  |
| 17 juin | Allemagne de l'Ouest | 2 | 0 | Espagne  |
| 17 juin | Italie               | 2 | 0 | Danemark |

| 10 juin 1988                      | Allemagne de l'Ouest | 1 – 1 | Italie      | Rheinstadion, Düsseldorf                       |                                                |
| 20:15 · Historique des rencontres | Brehme 55e           |       | Mancini 52e | Spectateurs : 62 552 Arbitrage : Keith Hackett | Spectateurs : 62 552 Arbitrage : Keith Hackett |
| 20:15 · Historique des rencontres | (Rapport)            |       |             | Spectateurs : 62 552 Arbitrage : Keith Hackett | Spectateurs : 62 552 Arbitrage : Keith Hackett |

| 14 juin 1988                      | Allemagne de l'Ouest     | 2 – 0 | Danemark | Parkstadion, Gelsenkirchen                     |                                                |
| 17:15 · Historique des rencontres | Klinsmann 10e · Thon 85e |       |          | Spectateurs : 64 812 Arbitrage : Bob Valentine | Spectateurs : 64 812 Arbitrage : Bob Valentine |
| 17:15 · Historique des rencontres | (Rapport)                |       |          | Spectateurs : 64 812 Arbitrage : Bob Valentine | Spectateurs : 64 812 Arbitrage : Bob Valentine |

| 17 juin 1988                      | Allemagne de l'Ouest | 2 – 0 | Espagne | Olympiastadion, Munich                          |                                                 |
| 20:15 · Historique des rencontres | Völler 29e, 51e      |       |         | Spectateurs : 72 308 Arbitrage : Michel Vautrot | Spectateurs : 72 308 Arbitrage : Michel Vautrot |
| 20:15 · Historique des rencontres | (Rapport)            |       |         | Spectateurs : 72 308 Arbitrage : Michel Vautrot | Spectateurs : 72 308 Arbitrage : Michel Vautrot |

### Demi-finale
| Entraîneur :  |
| F.Beckenbauer |

| Entraîneur : |
| R.Michels    |

| Entraîneur :  |
| F.Beckenbauer |

| Entraîneur : |
| R.Michels    |

## Effectif
Sélectionneur : Franz Beckenbauer
| No. | Pos.      | Joueur            | Date de naissance et âge | Sélec. | Club                 |
| --- | --------- | ----------------- | ------------------------ | ------ | -------------------- |
| 1   | Gardien   | Eike Immel        | 27 novembre 1960         |        | VfB Stuttgart        |
| 2   | Défenseur | Guido Buchwald    | 24 janvier 1961          |        | VfB Stuttgart        |
| 3   | Défenseur | Andreas Brehme    | 9 novembre 1960          |        | Bayern de Munich     |
| 4   | Défenseur | Jürgen Kohler     | 6 octobre 1965           |        | 1. FC Cologne        |
| 5   | Défenseur | Matthias Herget   | 14 novembre 1955         |        | KFC Uerdingen 05     |
| 6   | Défenseur | Uli Borowka       | 19 mai 1962              |        | Werder de Brême      |
| 7   | Milieu    | Pierre Littbarski | 16 avril 1960            |        | 1. FC Cologne        |
| 8   | Milieu    | Lothar Matthäus   | 21 mars 1961             |        | Bayern de Munich     |
| 9   | Attaquant | Rudi Völler       | 13 avril 1960            |        | AS Rome              |
| 10  | Milieu    | Olaf Thon         | 1er mai 1966             |        | Schalke 04           |
| 11  | Attaquant | Frank Mill        | 23 juillet 1958          |        | Borussia Dortmund    |
| 12  | Gardien   | Bodo Illgner      | 7 avril 1967             |        | 1. FC Cologne        |
| 13  | Milieu    | Wolfram Wuttke    | 17 novembre 1961         |        | 1. FC Kaiserslautern |
| 14  | Défenseur | Thomas Berthold   | 12 novembre 1964         |        | Hellas Vérone        |
| 15  | Défenseur | Hans Pflügler     | 27 mars 1960             |        | Bayern de Munich     |
| 16  | Attaquant | Dieter Eckstein   | 12 mars 1964             |        | 1. FC Nuremberg      |
| 17  | Milieu    | Hans Dorfner      | 3 juillet 1965           |        | Bayern de Munich     |
| 18  | Attaquant | Jürgen Klinsmann  | 30 juillet 1964          |        | VfB Stuttgart        |
| 19  | Défenseur | Gunnar Sauer      | 11 juin 1964             |        | Werder de Brême      |
| 20  | Milieu    | Wolfgang Rolff    | 26 décembre 1959         |        | Bayer Leverkusen     |

## Navigation